# 若松公園
若松公園（わかまつこうえん）は、兵庫県神戸市長田区若松町にある都市公園（近隣公園）である。
公園面積12,160平方メートルで、アスレチック遊具などを備えた運動広場などがある。
1995年の阪神・淡路大震災の際には被災者の避難所ともなった。
2009年には、『KOBE鉄人PROJECT』による鉄人28号のモニュメントが設置された。

## その他
神戸まつり「長田フェスティバル」開催時は当公園が会場となる。震災前までは専用ステージの備わった若松公園グラウンドで行われていたが震災によりグラウンドに仮設住宅が建設されたことと市街地再開発計画による公園の改修のため1996年から2009年までは新長田駅前広場での開催となった。鉄人28号モニュメント竣工の翌年の2010年、16年ぶりに新しく生まれ変わった当公園の鉄人広場で開催された。

## 交通アクセス
JR神戸線・神戸市営地下鉄　新長田駅より徒歩 5分（駅から鉄人モニュメントへの案内表示がある）
当公園の地下に市営新長田駐車場あり。

## 周辺
- 新長田駅前ビル - （ジョイプラザ・東急プラザ新長田）
- ピフレ新長田
- 新長田一番街 - （鉄人ストリートの副名称がある）
- アスタ新長田
- 大正筋商店街